# تويوتا أيجو
تويوتا أيجو (بالإنجليزية: Toyota Aygo)‏ هي إحدى طرازات سيارات المدينة الصغيرة التي تنتجها شركة تويوتا بيجو سيتروين التشيك.
تم تقديمها للمرة الأولى عام 2005 بمعرض جينيف الدولي للسيارات وبدأ إنتاجها عام 2005م بالمشروع المشترك بين تويوتا، بيجو وسيتروين في مصنعها بمدينة كولن بجمهورية التشيك. كمايتم تصنيع طرازات بيجو 107 وسيتروين سي 1 ويعتبروا نفس السيارة بأسماء مختلفة.
الفارق بين السيارات الثلاثة هي التفاصيل الداخلية والشعارات لتمييزها عن بعضها وعزم المشروع على إنتاج 300000 وحدة سنوياً (100000 وحدة من كل طراز). والسيارة متوفرة إما ب 3 أبواب أو ب 5 أبواب، وبمحركين إما ب 3 أسطوانات بنزيني سعة 1 ل أو ب 4 أسطوانات ديزل سعة 1.4 ل.